# Actinoscopia
Actinoscopia  é a observação microscópica dos tecidos ou órgãos por transparência, contrapondo um fundo com luz própria. Exame dos órgãos e tecidos por meio de radiação luminosa.